# George Antonysamy
George Antonysamy (né le 15 février 1952), est un prélat indien de l'Église catholique, archevêque de Madras-Mylapore depuis 2012. Il travaille précédemment au service diplomatique du Saint-Siège.

## Biographie
Antonysamy est né le 15 février 1952 à Trichy, Tamilnadu. Il fait ses études primaires à Trichy et entre au petit séminaire Saint-Augustin. Il obtient une licence en philosophie et une maîtrise en théologie à l'Université pontificale urbanienne de Rome.
Il est ordonné prêtre catholique le 19 novembre 1980. Il sert en tant que prêtre paroissial assistant à la basilique mineure du Saint-Rédempteur (en), Trichy pendant un an.
Il entre au service diplomatique du Saint-Siège le 1er mars 1987. Il est affecté en Indonésie (en), en Algérie, en République centrafricaine, au Bangladesh (en) et en Lituanie (en). Il devient le chargé d'affaires de la nonciature en Jordanie (en) en 2002.
Le 4 août 2005, le pape Jean-Paul II le nomme archevêque titulaire de Sulci (de) et nonce apostolique en Guinée (en), au Liberia (en) et en Gambie.
Il est consacré le 21 septembre 2005 par le cardinal Ivan Dias.
Le 20 septembre 2005, il est également nommé nonce en Sierra Leone (en).
Il est remplacé comme nonce apostolique en Guinée (en) par Martin Krebs le 8 septembre 2008, mais continue à exercer ses autres fonctions de nonce.
Le 21 novembre 2012, le pape Benoît XVI le nomme archevêque de Madras et Mylapore.
En mai 2018, il dirige des manifestations et proteste contre les brutalités policières à l'encontre de manifestants catholiques qui s'opposaient à l'expansion d'une usine de cuivre. Il a déclaré que les manifestations « s'inspiraient » de la directive de l'encyclique du pape François Laudato si selon laquelle « l'Église devrait revenir à sa mission de ministère auprès des pauvres et des marginalisés, en faisant avancer la cause de l'environnement pour ceux qui en dépendent le plus ».
En 2018, il est l'un des quatre délégués élus par la Conférence des évêques catholiques de l'Inde pour participer au Synode des évêques sur les jeunes, la foi et le discernement vocationnel.
Le 12 janvier 2019, il est réélu vice-président de la Conférence des évêques catholiques indiens (en) (CCBI).
Antonysamy parle plusieurs langues dont le tamoul, l'anglais, l'italien, le français, l'allemand, l'espagnol, le portugais et l'indonésien.

## Succession apostolique
George Antonysamy a ordonné les évêques suivants :
- Archevêque Charles Edward Tamba (it) (2008)
- Évêque Andrew Jagaye Karnley (de) (2011)
- Évêque Charles Allieu Matthew Campbell (it) (2011)
- Évêque Ambrose Pitchaimuthu (de) (2024)